# Reiji Okazaki
Reiji Okazaki (岡崎 令治, Okazaki Reiji, 8 de outubro de 1930 - 1 de agosto de 1975) Foi um pioneiro biólogo molecular, conhecido por seu trabalho sobre a replicação do DNA e em especial por sua descrição dos fragmentos de Okazaki junto de sua esposa, Tsuneko Okazaki.
Okazaki nasceu em Hiroshima, Japão. Ele se formou em 1953 na Universidade de Nagoya e trabalhou como professor lá depois de 1963. Ele morreu de leucemia no Japão em 1975, aos 44 anos, após ser gravemente irradiado em Hiroshima quando a primeira bomba atômica foi lançada .

## Fragmentos de Okazaki
Em 1968, Reiji e Tsuneko Okazaki descobriram a maneira como a fita retardatária do DNA é replicada por meio de fragmentos, agora chamados de fragmentos de Okazaki .
Na descoberta dos fragmentos, seus experimentos usaram a bactéria E. coli. Após introduzirem 3T-timidina por apenas dez segundos na E. coli durante a fase de replicação do DNA, colocaram a amostra em um tubo de ensaio com sacarose alcalina. Assim, sucedeu-se que o DNA maior e mais pesado fluiu para o fundo do tubo de ensaio, enquanto o DNA menor e mais leve, não. Quando amostras foram retiradas do fundo do tubo de ensaio, verificou-se que parte era pesada e a outra parte era leve, provando que uma parcela do DNA estava completo e a outra estava em fragmentos. Em seguida, ele pegou uma amostra de DNA de E. coli que havia sido sintetizado por mais cinco segundos e descobriu que toda sua atividade agora resultava no maior peso molecular. Essa substituição completa de fragmentos foi posteriormente identificada como primers de RNA sendo substituídos por nucleotídeos de DNA pela DNA polimerase I e fragmentos de Okazaki sendo unidos pela DNA ligase .